# Donald Curtis
Pour les articles homonymes, voir Curtis.
Donald Curtis  né Curtis Donald Rudolf à Cheney (État de Washington) le 27 février 1915, mort à Desert Hot Springs, Californie, le 22 mai 1997, est un acteur américain, ainsi qu'un auteur et conférencier spécialiste des religions indiennes.

## Filmographie partielle
- 1941 : Hands Across the Rockies de Lambert Hillyer
- 1941 : Secret Evidence de William Nigh
- 1944 : See Here, Private Hargrove de Wesley Ruggles
- 1944 : Trente Secondes sur Tokyo (Thirty Seconds Over Tokyo) de Mervyn LeRoy :  Lieutenant Randall
- 1945 : Le Fils de Lassie (Son of Lassie) de S. Sylvan Simon : Sergent Eddie Brown
- 1945 : Frisson d'amour (Thrill of a Romance) de Richard Thorpe : K.O. Karny
- 1945 : Les Sacrifiés (They Were Expendable) de John Ford et Robert Montgomery : Lieutenant Long (Shorty)
- 1945 : This Man's Navy de William A. Wellman : Officier des opérations
- 1946 : Le Courage de Lassie (Courage of Lassie) de Fred M. Wilcox : Charlie
- 1947 : La Chanson des ténèbres (Night Song) de John Cromwell : George
- 1948 : Les Liens du passé (I love Trouble) de S. Sylvan Simon : Martin
- 1948 : L'Incroyable Monsieur X (The Amazing Mr. X) de Bernard Vorhaus : Paul Faber
- 1954 : Terreur à Shanghaï (The Shanghai Story) de Frank Lloyd
- 1955 : Tout ce que le ciel permet (All That Heaven Allows) de Douglas Sirk : Howard Hoffer
- 1955 : Le Monstre vient de la mer (It Came from Beneath the Sea) de Robert Gordon : Professeur John Carter
- 1956 : La Femme du hasard (Flame of the Islands) d'Edward Ludwig : Johnny
- 1956 : La Mission du capitaine Benson (7th Cavalry) de Joseph H. Lewis : Lieutenant Bob Fitch
- 1956 : Les Dix Commandements (The Ten Commandments) de Cecil B. DeMille : Mered
- 1956 : Les soucoupes volantes attaquent (Earth vs. the Flying Saucers) de Fred F. Sears : Major Huglin
- 1957 : Le Survivant des monts lointains (Night Passage) de James Neilson : Jubilee